# Paracolonnella
Paracolonnella, monotipski fosilni rod crvenih alga iz podrazreda Corallinophycidae. Taksonomski status roda je nesiguran i zahtijeva daljnje istraživanje, dok je vrsta, P. laohudingensis, priznata na temelju navedene literature.